# Stanisław Walenty Łęgowski
Stanisław Walenty Łęgowski (ur. 26 lutego 1887 w Arnsbergu w Westfalii, zm. w listopadzie 1939 w Piaśnicy) – polski inżynier budowy okrętów, dyrektor Urzędu Morskiego w Gdyni, ofiara zbrodni hitlerowskiej.

## Życiorys
Był synem Józefa, nauczyciela i społecznika, oraz Ludwiki z Masłowskich (Masławskich). Uczęszczał do gimnazjum w Wągrowcu (gdzie pracował jego ojciec). W 1905 był pierwszym Polakiem studiującym w Technische Hochschule w Gdańsku, podejmując naukę na Wydziale Budowy Okrętów i Maszyn Okrętowych. Udzielał się w zrzeszeniu studentów techniki okrętowej „Latte”. W 1907, po zaliczeniu czterech semestrów, złożył egzamin półdyplomowy i przerwał naukę w Gdańsku; przez pewien czas pracował w stoczniach w Hamburgu (Blohm & Voss) i Kilonii. Dyplom inżyniera budownictwa okrętowego uzyskał w 1912 w Berlinie.
Po studiach pracował na terenie Królestwa Polskiego, w Warszawskim Towarzystwie Handlu i Żeglugi na Wiśle. Jako obywatel pruski, po wybuchu I wojny światowej został internowany i przez władze carskie zesłany na Syberię. Powrócił do kraju w 1918. Znalazł się w Poznaniu, gdzie włączył się do działań Naczelnej Rady Ludowej, był też aktywny w Stowarzyszeniu Pracowników na Polu Rozwoju Żeglugi „Bandera Polska”. W 1920 zgłosił się ochotniczo do Wojska Polskiego, dochodząc do rangi podporucznika i stanowiska szefa sekcji ekonomicznej w Departamencie Morskim Ministerstwa Spraw Wojskowych. W styczniu 1922, wraz z rozdzieleniem kompetencyjnym spraw marynarki handlowej i wojennej, został naczelnikiem Wydziału Portowego w Ministerstwie Przemysłu i Handlu. W resorcie współpracował m.in. z ministrem Eugeniuszem Kwiatkowskim. W 1930 ogłosił artykuł Port Gdański w wydawnictwie zbiorowym Kronika o polskim morzu, opublikowanym na 10-lecie odzyskania przez Polskę dostępu do morza.
W lutym 1931 przeszedł do pracy w Gdyni. Był początkowo naczelnikiem Wydziału Administracji Wybrzeża i Marynarki Handlowej w Urzędzie Morskim, by w lipcu 1932 awansować na stanowisko dyrektora Urzędu Morskiego. W tym charakterze obowiązki szefa urzędu państwowego łączył z kierowaniem gdyńskim portem, który w ciągu siedmiu lat dynamicznej pracy przekształcił z portu przelotowego dla masowych ładunków węgla i rudy w dyspozycyjno-rozdzielczy port uniwersalny. Jako dyrektor Urzędu Morskiego był zarazem prezesem Rady Portu, przewodniczącym Komisji Kwalifikacyjnej do orzekania w sprawie dyplomów oficerskich w Polskiej Marynarce Handlowej oraz przewodniczącym rady techniczno-ekonomicznej komitetu opiniodawczego Ministerstwa Przemysłu i Handlu. Swoim doświadczeniem w pracy w administracji morskiej dzielił się w artykułach ogłaszanych na łamach „Przemysłu i Handlu”, „Morza”, „Polskiej Gospodarki”.

Łęgowski był w Gdyni znanym społecznikiem. Od 1933 zasiadał w Radzie Miejskiej Gdyni. Prezesował gdyńskiemu oddziałowi Związku Opieki nad Rodakami na Obczyźnie, był wśród założycieli działającego w Gdyni Towarzystwa Polsko-Estońskiego, działał w Lidze Morskiej i Rzecznej, potem Lidze Morskiej i Kolonialnej.

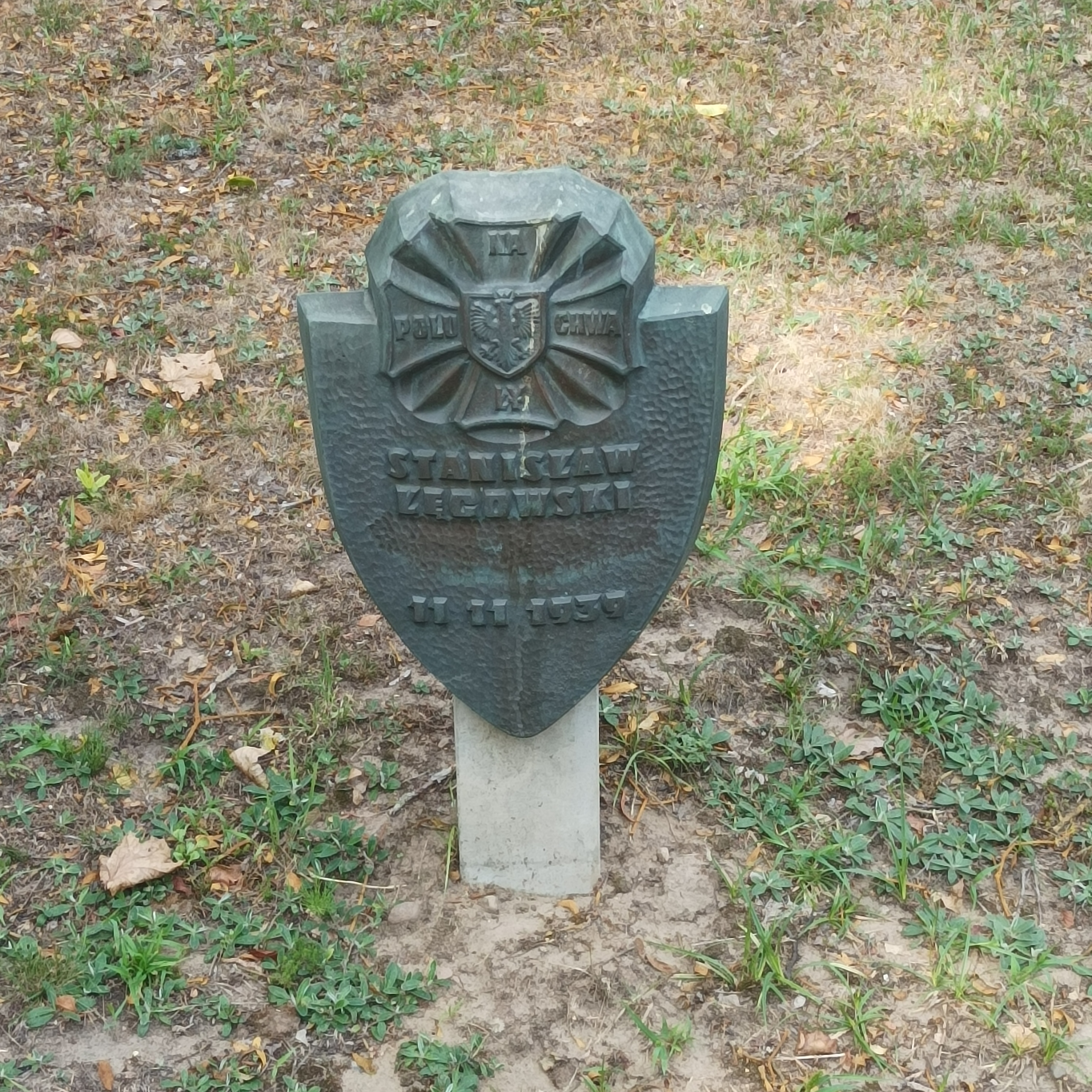
Grób Stanisława Łęgowskiego na Cmentarzu Obrońców Wybrzeża

Pozostawał na czele Urzędu Morskiego w Gdyni do wybuchu II wojny światowej. Jako przeciwnik wpływów gdańsko-niemieckich w Gdyni znalazł się wśród zakładników zatrzymanych przez wkraczających Niemców. Włączony do kompanii karnej jeńców cywilnych, zginął prawdopodobnie na początku listopada 1939 w Piaśnicy wraz z innymi Polakami z Gdyni, w tym ze swoimi współpracownikami z Urzędu Morskiego – Stefanem Borkowskim i Stanisławem Jagodzińskim. Pochowany został na Cmentarzu Obrońców Wybrzeża w Gdyni-Redłowie.
Był dwukrotnie żonaty: z Teresą Kożuszkiewicz (od 7 lutego 1914) i z Zofią Ossowicz (od 31 lipca 1933).

## Ordery i odznaczenia
- Krzyż Oficerski Orderu Odrodzenia Polski (10 listopada 1927)[1][2]
- Medal Dziesięciolecia Odzyskanej Niepodległości[2]
- Komandor Orderu Korony Rumunii (Rumunia)[2]
- Komandor Orderu Wazów (Szwecja)[2]
- Komandor Orderu Danebroga (Dania)[2]
- Kawaler Orderu Legii Honorowej (Francja)[2]
- Kawaler Orderu Świętego Olafa (Norwegia)[2]